# Vigia (náutica)
Uma Vigia ou "escotilha", em linguajar náutico, uma espécie de janela pequena, com vidro espesso, geralmente redonda, utilizada no costado das embarcações ou aeronaves para deixar entrar  luz. 

## Características

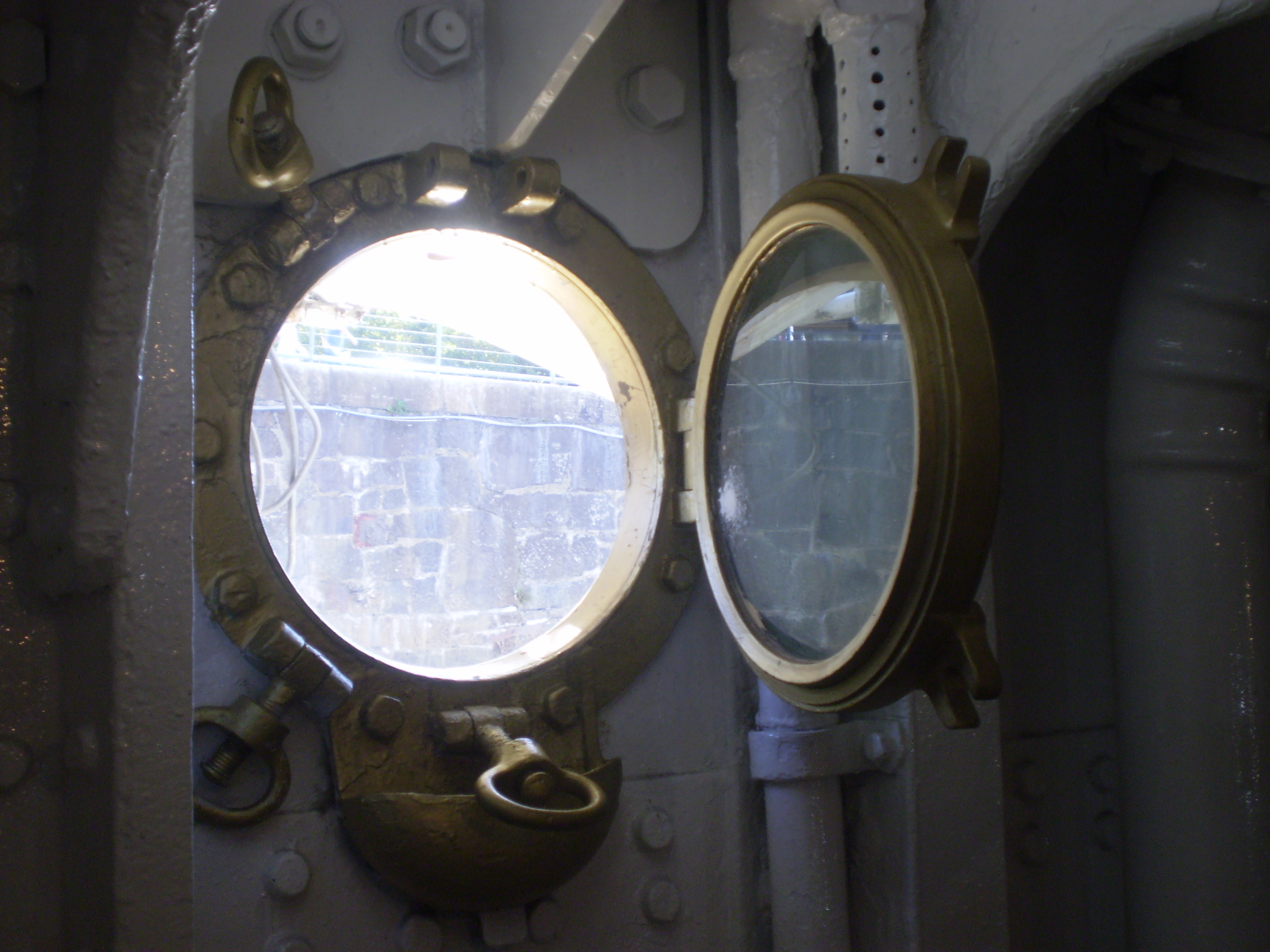
Vigia e fechos

Além de ser normalmente redonda, a vigia é caracterizada por ser feita com vidro muito espesso, ser rodeada por um caixilho, a gola , em latão e é fechada com um com pino rosqueado e parafuso  para ser o mais estanque possível e não  deixar que as vagas do mar ou a pressão das altitudes a abram.

## Outras utilizações
Sem poderem ser abertas, as vigias também são empregues na aviação, onde geralmente são ovais, nos batíscafos e nas naves espaciais.  